# Tommy Mottola
Thomas Daniel Mottola (Nova Iorque, 14 de julho de 1948) é um empresário norte-americano, co-proprietário da gravadora Casablanca Records, num empreendimento juntamente com a Universal Music Group. Thomas é ex-marido da empresária Lisa Clark e da cantora Mariah Carey, e atualmente é casado com a cantora mexicana Thalía. Ele foi o presidente da Sony Music Entertainment, por quinze anos. Além de sua experiência na gestão de equipamentos de música, Mottola é um ex mentor e gestor de talentos. Seus protegidos mais famosos eram Hall & Oates, Carly Simon, John Mellencamp, Diana Ross e Taylor Dayne, nos anos 80, e Mariah Carey, na década de 1990, Gloria Estefan, Shakira, Jessica Simpson e Jennifer Lopez, no início dos anos 2000.

## Biografia
Tommy Mottola nasceu no Bronx, Nova Iorque, e cresceu dentro de uma família muito rígida, mas ao mesmo tempo, amante da música em geral. Como um jovem problemático, seus pais decidiram mandá-lo para a escola militar, que costumava fugir regularmente só para desfrutar a emoção de ser colocado de volta para o quartel. Após incontáveis fugas, sua família o admitiu novamente em casa, na condição de não causar mais problemas. Nunca fez a sua parte do negócio. Suas primeiras tentativas para construir uma carreira levaram-no ao ramo da atuação, onde participou em várias produções independentes, que nunca chegou a nada. Apesar disso, conseguiu despertar a sua veia de cantor, então ele começou a cantar e gravou alguns singles sob a tutela de Epic Records. Quando você tenta um gostinho de negócios e, claro, encontrar o dinheiro para se mover, decidiu entrar neste mercado rapidamente.
Isto foi em parte assistido pelo seu casamento com Lisa Clark em 1971, filha do fundador da ABC Records, Sam Clark. Para isso deve ter sido convertido do catolicismo ao judaísmo. Em seus primeiros anos no negócio, a sorte de ouvir a banda e Salão do caloiro Oates e decidiu colocar suas fichas neles. Sua visão empresarial o levou a acumular uma pequena fortuna com base na popularidade global nos anos 70. Graças a isso, em 1975 fundou sua própria companhia que ele chamou de Don Tommy Records. Logo após o título mudado para algo um pouco menos pretensioso: Champion Entertainment. Esta empresa ainda patrocinou muitos artistas que o tempo começou a emergir como minas de ouro em potencial, incluindo Carly Simon e Cougar Mellencamp John. Pouco tempo depois, em 1977, a empresa em parceria com a CBS Records, que se tornou a registros conhecidos RCA sob seu domínio.
Em 1987, anunciou que estava também susceptível de ser aliada com a Columbia Records, mas este teve de ser adiada para uma empresa nova e brilhante. Tommy comprou sua empresa, que passou a se tornar o chefe principal da empresa, mostrando o poder tanto quanto possível, estrelas como Michael Jackson e Bob Dylan.

## Vida pessoal
De 1971 a 1992 foi casado com Lisa Clarck, e juntos tiveram dois filhos: Michael e Sarah. Em 1990, ainda casado com Lisa, iniciou um caso extraconjugal com a cantora Mariah Carey. Em 1992 resolveram assumir publicamente o envolvimento amoroso que já durava dois anos. Assim, Mottola pediu o divórcio a sua mulher em maio de 1992, e se casou com Mariah em julho de 1993, numa cerimônia aos moldes da famosa cerimônia tradicional do casal princesa Diana e príncipe Charles. O casamento durou até outubro de 1997, quando Mariah pediu o divórcio, finalizado em 2000. A cantora declarou que se sentia violentada psicológica e emocionalmente por seu marido, além de presa artisticamente, já que Mottola exercia controle total sobre sua a carreira e vida particular. Mariah declarou que Tommy era um homem violento, possessivo e controlador, que chegava a impedi-la inclusive de sair de casa, também circulou na mídia boatos de possíveis agressões físicas à cantora.
Após a separação cresceram os boatos na imprensa de que o ex-marido estaria boicotando a carreira da diva, afirmando que a cantora teria nascido em 1969 (a cantora negou) mas, um dos principais vetos foi o fato de o autor de "My Heart Will Go On" tema do filme Titanic ter oferecido a música a Mariah, porém Mottola teria vetado e oferecido a canção para Celine Dion. Após os boicotes, Mariah deixa a Sony em 2000. Várias músicas da cantora relatam as experiências traumáticas vividas em seu casamento com Mottola, como Long Ago, "Slipping Away" e "Forever", do álbum Daydream (1995), "Butterfly" e "Breakdown", do álbum Butterfly (1997), "Did I do that e Petals", do álbum Rainbow (1999) e "Side Effects" de E=MC² (2008).
Carey afirmou que se arrepende de ter se casado com Mottola, em resposta o empresário acusou a cantora de ser interesseira e ter se casado com ele apenas para alavancar sua carreira. Em 2002, Michael Jackson em um protesto contra a Sony o acusou de ser racista por chamar um funcionário da Sony de "fat black nigga" e também por sabotar diversos artistas além dele próprio. Em 2003, Tommy Mottola saiu da Sony e comprou uma subdivisão de Polygram, a Casablanca Records com a qual descobriu Lindsay Lohan e depois Mika.
Desde dezembro de 2000 está casado com a cantora Thalía. Os dois são pais de Sabrina Sakae, nascida em 2007, e Matthew Alejandro, nascido em 2011.
Em 2017 tornou-se avô pela primeira vez, de um menino, filho de Sarah.

## Publicações
- Mottola, Tommy, A New America: How Music Reshaped the Culture and Future of a Nation and Redefined My Life (Celebra, 2016) ISBN 0451467787.
- Mottola, Tommy with Cal Fussman, Hitmaker: The Man and His Music (New York: Grand Central Publishing, 2013) ISBN 978-0446585187.
- Tosches, Nick, Dangerous Dances: The Authorized Biography (New York: St. Martin's Press, 1984) ISBN 0283991895.